# Leichtathletik-Europameisterschaften 2018/100 m Hürden der Frauen

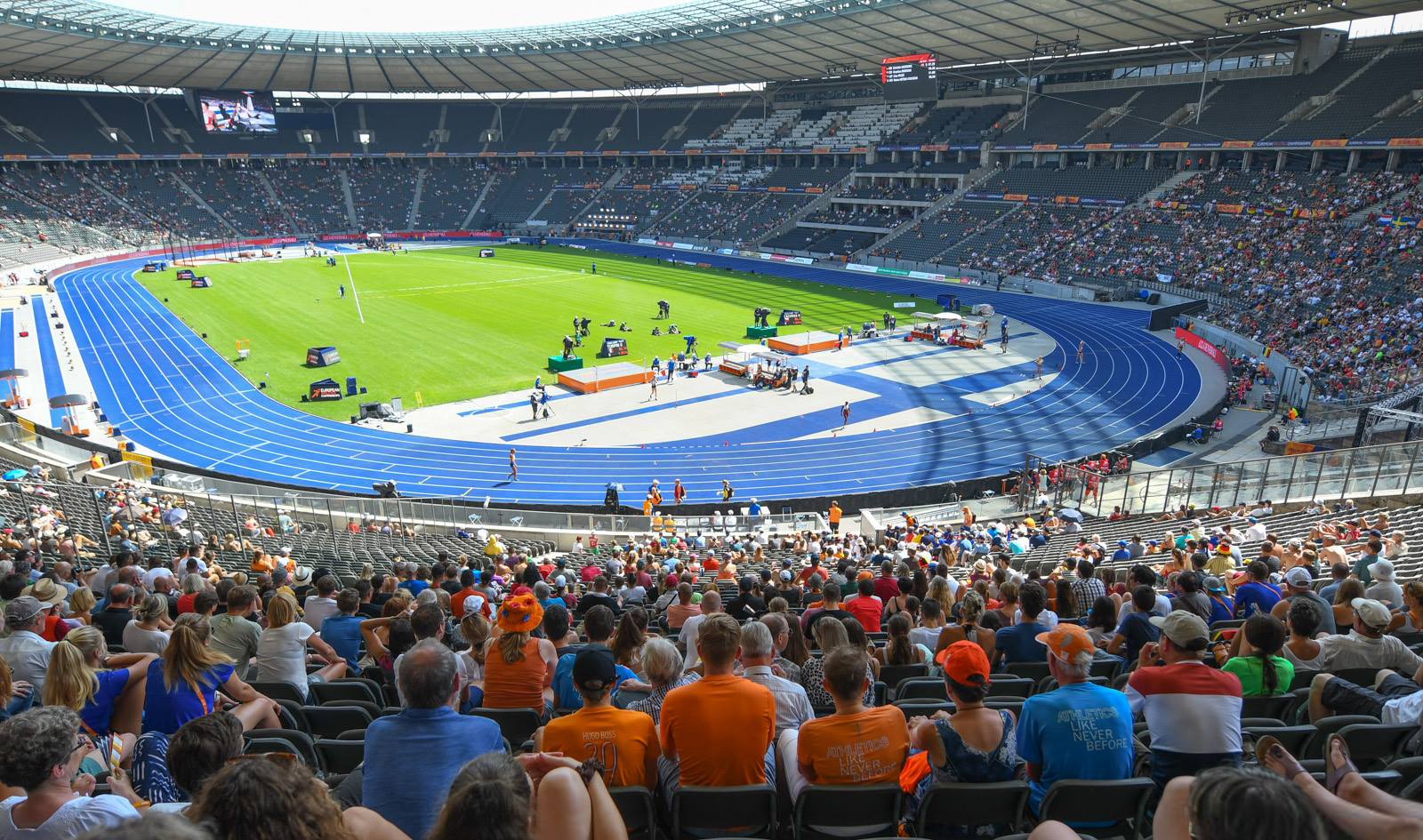
Das Berliner Olympiastadion am 9. August 2018

Der 100-Meter-Hürdenlauf der Frauen bei den Leichtathletik-Europameisterschaften 2018 fand am 8. und 9. August im Olympiastadion in der deutschen Hauptstadt Berlin statt.
Es siegte die Belarussin Elwira Herman. Die Deutsche Pamela Dutkiewicz wurde Vizeeuropameisterin vor ihrer Landsfrau Cindy Roleder.

## Bestehende Rekorde
| Weltrekord           | 12,20 s | Kendra Harrison  | OS London, Großbritannien    | 22. Juli 2016   |
| Europarekord         | 12,21 s | Jordanka Donkowa | Stara Sagora, Bulgarien      | 20. August 1988 |
| Meisterschaftsrekord | 12,38 s | Jordanka Donkowa | EM Stuttgart, BR Deutschland | 29. August 1986 |

Der bestehende EM-Rekord wurde bei diesen Europameisterschaften nicht erreicht. Die schnellste Zeit erzielte die belarussische Europameisterin Elwira Herman bei einem Gegenwind von 0,5 m/s mit 12,67 s, womit sie 29 Hundertstelsekunden über dem Rekord blieb. Zum Europarekord fehlten ihr 46 Hundertstelsekunden, zum Weltrekord 47 Hundertstelsekunden.

## Durchführung des Wettbewerbs
Die dreizehn schnellsten Hürdensprinterinnen der Jahresbestenliste – in den Halbfinalresultaten mit ‡ markiert – mussten in den Vorläufen noch nicht antreten. Sie waren automatisch für das Halbfinale qualifiziert und griffen erst dort in den Wettkampf ein.

## Legende
Kurze Übersicht zur Bedeutung der Symbolik – so üblicherweise auch in sonstigen Veröffentlichungen verwendet:
| PB  | Persönliche Bestleistung                                                                                     |
| SB  | Persönliche Jahresbestleistung                                                                               |
| DSQ | disqualifiziert                                                                                              |
| DOP | wegen Dopingvergehens disqualifiziert                                                                        |
| IWR | Internationale Wettkampfregeln                                                                               |
| TR  | Technische Regeln                                                                                            |
| ‡   | eine der dreizehn schnellsten Hürdensprinterinnen der Jahresbestenliste (Markierung verwendet im Halbfinale) |

## Vorläufe
Aus den drei Vorläufen qualifizierten sich die jeweils drei Ersten jedes Laufes – hellblau unterlegt – und zusätzlich die beiden Zeitschnellsten – hellgrün unterlegt –  für das Halbfinale.

### Vorlauf 1

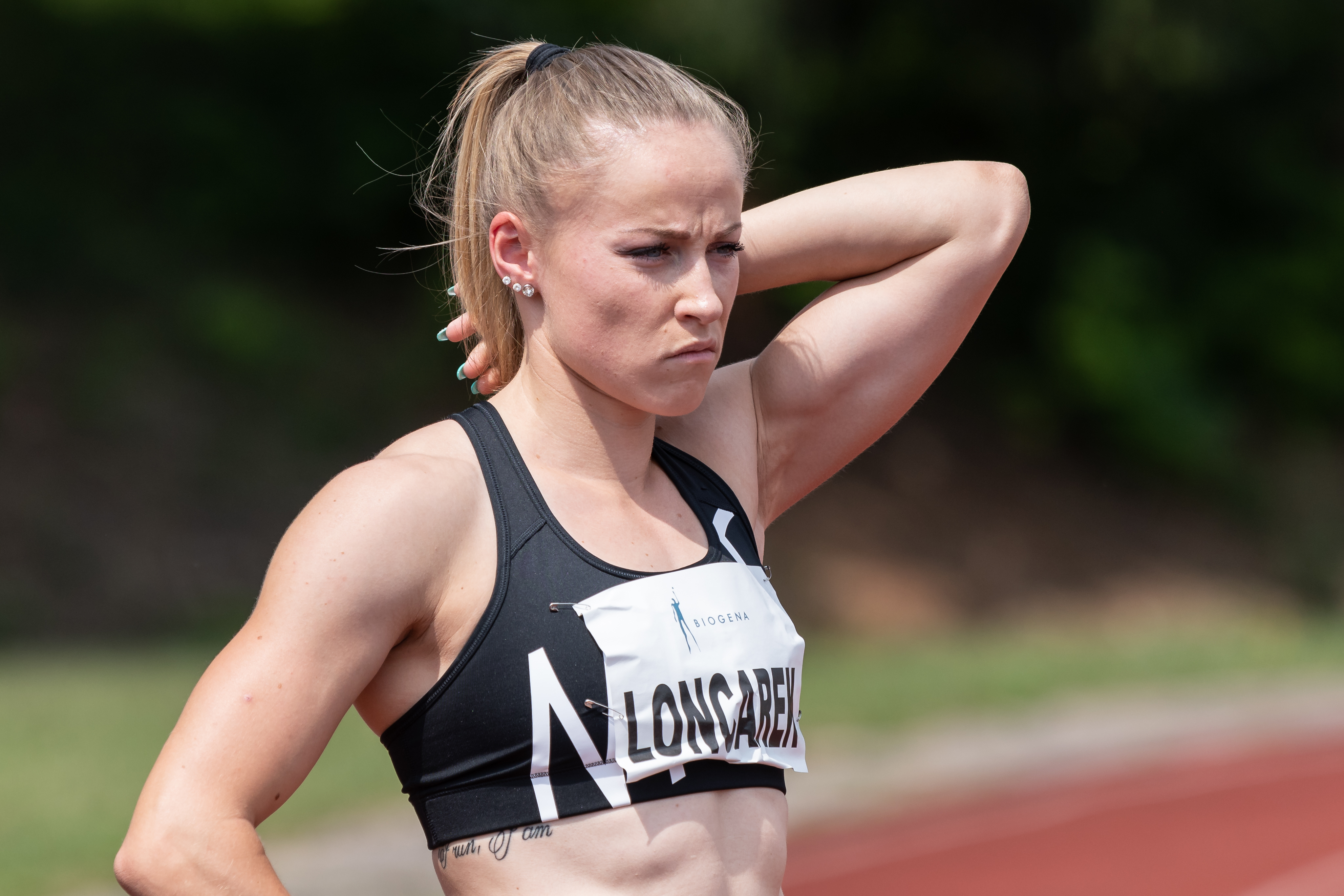
Ivana Lončarek schied als Fünfte ihres Vorlaufs aus

8. August 2018, 10:10 Uhr MESZ

Wind: ±0,0 m/s
| Platz | Bahn | Name              | Land        | Zeit (s) |
| ----- | ---- | ----------------- | ----------- | -------- |
| 1     | 5    | Ricarda Lobe      | Deutschland | 13,03    |
| 2     | 3    | Caridad Jerez     | Spanien     | 13,19 SB |
| 3     | 6    | Reetta Hurske     | Finnland    | 13,21    |
| 4     | 7    | Luminosa Bogliolo | Italien     | 13,21    |
| 5     | 8    | Ivana Lončarek    | Kroatien    | 13,23    |
| 6     | 4    | Hanna Plotizyna   | Ukraine     | 13,23    |

### Vorlauf 2

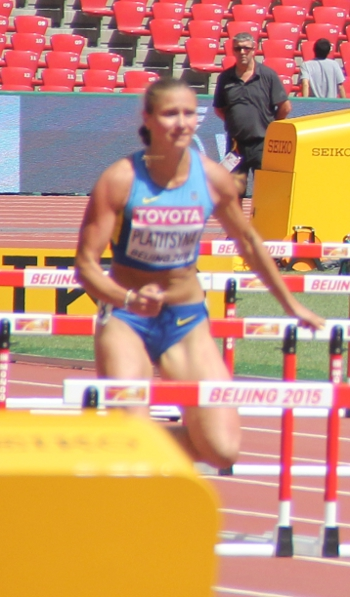
Platz sechs in ihrem Vorlauf reichte Hanna Plotizyna nicht für die Halbfinalteilnahme

8. August 2018, 10:18 Uhr MESZ

Wind: −0,1 m/s
| Platz | Bahn | Name               | Land         | Zeit (s) |
| ----- | ---- | ------------------ | ------------ | -------- |
| 1     | 7    | Solène Ndama       | Frankreich   | 12,88 PB |
| 2     | 4    | Elisavet Pesiridou | Griechenland | 13,10    |
| 3     | 6    | Gréta Kerekes      | Ungarn       | 13,23    |
| 4     | 2    | Annimari Korte     | Finnland     | 13,31    |
| 5     | 5    | Elisa Di Lazzaro   | Italien      | 13,42    |
| 6     | 8    | Elin Westerlund    | Schweden     | 13,42    |
| 7     | 3    | Natalia Christofi  | Zypern       | 13,53    |

### Vorlauf 3

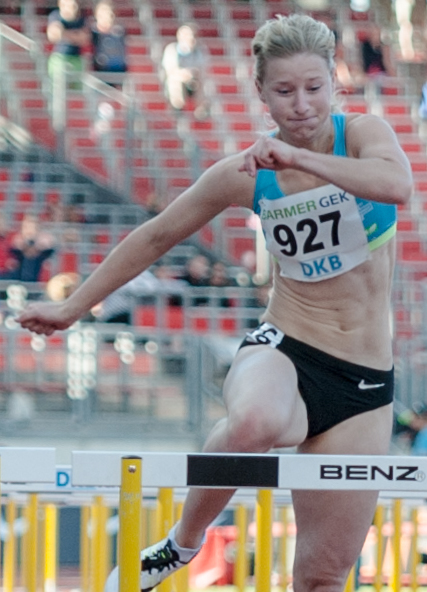
Franziska Hofmann verpasste als Fünfte ihres Vorlaufs die nächste Runde

8. August 2018, 10:26 Uhr MESZ

Wind: +0,1 m/s
| Platz | Bahn | Name               | Land        | Zeit (s) |
| ----- | ---- | ------------------ | ----------- | -------- |
| 1     | 3    | Karolina Kołeczek  | Polen       | 12,96 SB |
| 2     | 5    | Beate Schrott      | Österreich  | 13,06 SB |
| 3     | 6    | Laura Valette      | Frankreich  | 13,16    |
| 4     | 7    | Anamaria Nesteriuc | Rumänien    | 13,16    |
| 5     | 8    | Franziska Hofmann  | Deutschland | 13,23    |
| 6     | 4    | Klaudia Sorok      | Ungarn      | 13,93    |

## Halbfinale
Aus den drei Halbfinalläufen qualifizierten sich die jeweils beiden Ersten jedes Laufes – hellblau unterlegt – und zusätzlich die beiden Zeitschnellsten – hellgrün unterlegt –  für das Finale. Die dreizehn Jahresschnellsten – mit ‡ markiert, die automatisch für das Halbfinale qualifiziert waren, griffen jetzt in das Geschehen ein.

### Lauf 1

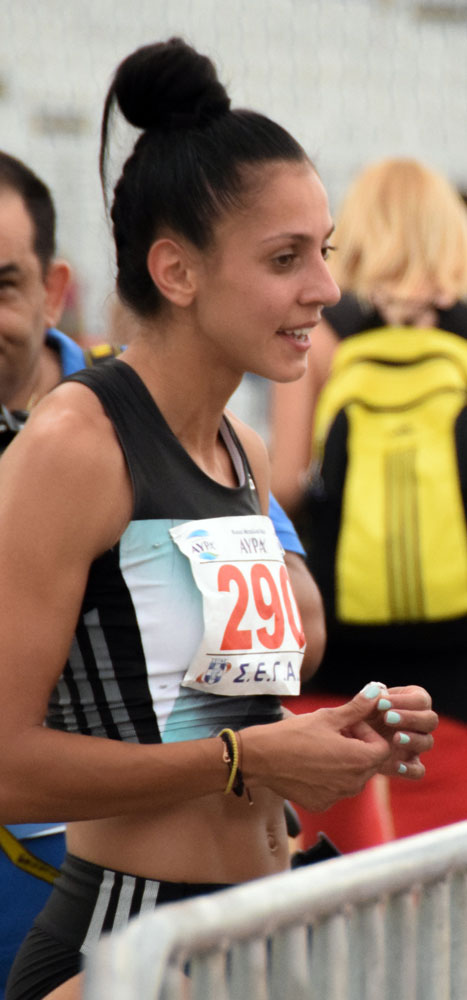
Die im ersten Halbfinale drittplatzierte Eilisavet Pesiridou schied aus

9. August 2018, 19:25 Uhr MESZ

Wind: +0,2 m/s
| Platz | Bahn | Name                | Land         | Zeit (s) |
| ----- | ---- | ------------------- | ------------ | -------- |
| 1     | 3    | Cindy Roleder ‡     | Deutschland  | 12,83    |
| 2     | 4    | Alina Talaj ‡       | Belarus      | 12,96    |
| 3     | 2    | Elisavet Pesiridou  | Griechenland | 13,00 SB |
| 4     | 5    | Isabelle Pedersen ‡ | Norwegen     | 13,04    |
| 5     | 8    | Luminosa Bogliolo   | Italien      | 13,09    |
| 6     | 6    | Andrea Ivančević ‡  | Kroatien     | 13,16    |
| 7     | 7    | Gréta Kerekes       | Ungarn       | 13,23    |
| 8     | 1    | Caridad Jerez       | Spanien      | 15,34    |

### Lauf 2

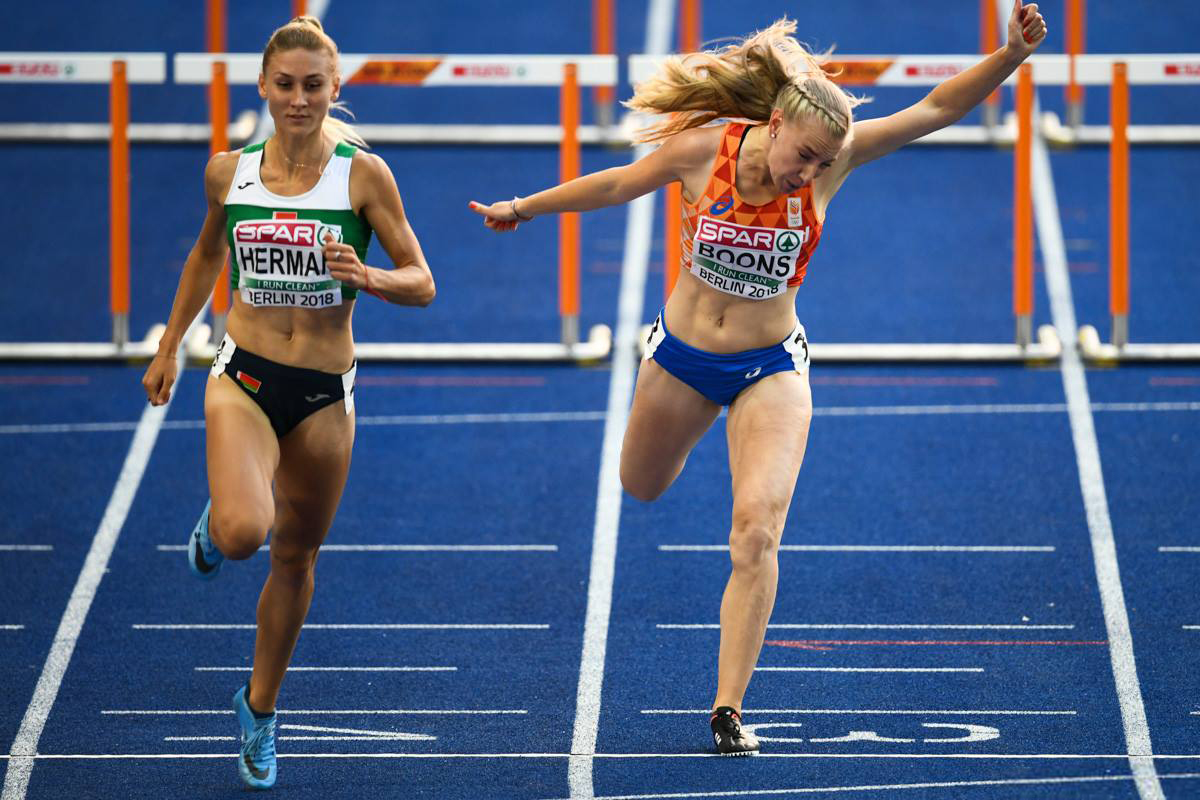
Zweiter Halbfinallauf: Elwira Herman (links) – 1. / Eefje Boons – 5., ausgeschieden

9. August 2018, 19:32 Uhr MESZ

Wind: +0,2 m/s
| Platz | Bahn | Name              | Land        | Zeit (s) |
| ----- | ---- | ----------------- | ----------- | -------- |
| 1     | 4    | Elwira Herman ‡   | Belarus     | 12,76    |
| 2     | 6    | Solène Ndama      | Frankreich  | 12,77 PB |
| 3     | 7    | Ricarda Lobe      | Deutschland | 12,90 PB |
| 4     | 5    | Eline Berings ‡   | Belgien     | 12,94    |
| 5     | 3    | Eefje Boons ‡     | Niederlande | 12,94    |
| 6     | 8    | Klaudia Siciarz ‡ | Polen       | 13,12    |
| 7     | 1    | Reetta Hurske     | Finnland    | 13,20    |
| 8     | 2    | Beate Schrott     | Österreich  | 13,23    |

### Lauf 3

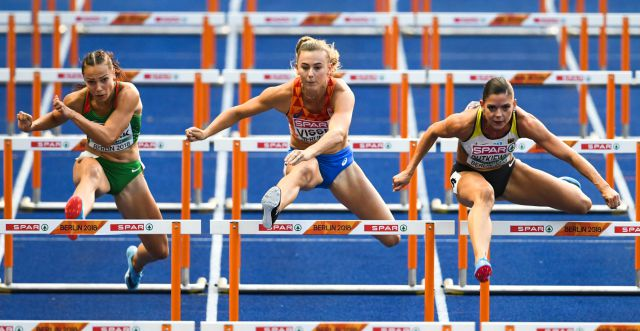
Drittes Halbfinalrennen (v. l. n. r.): Luca Kozák (5., ausgeschieden), Nadine Visser (2.), Pamela Dutkiewicz (1.)

9. August 2018, 19:39 Uhr MESZ

Wind: +0,3 m/s
| Platz | Bahn | Name                | Land        | Zeit (s) |
| ----- | ---- | ------------------- | ----------- | -------- |
| 1     | 4    | Pamela Dutkiewicz ‡ | Deutschland | 12,71    |
| 2     | 5    | Nadine Visser ‡     | Niederlande | 12,84    |
| 3     | 8    | Karolina Kołeczek   | Polen       | 12,94 SB |
| 4     | 3    | Nooralotte Neziri ‡ | Finnland    | 12,94    |
| 5     | 6    | Luca Kozák ‡        | Ungarn      | 12,96    |
| 6     | 2    | Laura Valette       | Frankreich  | 13,22    |
| 7     | 1    | Anamaria Nesteriuc  | Rumänien    | 13,26    |
| 8     | 7    | Stephanie Bendrat ‡ | Österreich  | 13,43    |

## Finale
9. August 2018, 21:50 Uhr MESZ

Wind: −0,5 m/s
| Platz | Bahn | Athletin          | Land        | Zeit (s)                                          |
| ----- | ---- | ----------------- | ----------- | ------------------------------------------------- |
|       | 3    | Elwira Herman     | Belarus     | 0012,67                                           |
|       | 6    | Pamela Dutkiewicz | Deutschland | 0012,72                                           |
|       | 5    | Cindy Roleder     | Deutschland | 0012,77 SB                                        |
| 4     | 8    | Nadine Visser     | Niederlande | 0012,88                                           |
| 5     | 1    | Ricarda Lobe      | Deutschland | 0013,00                                           |
| 6     | 2    | Karolina Kołeczek | Polen       | 0013,11                                           |
| DSQ   | 4    | Solène Ndama      | Frankreich  | IWR 168, TR22.6 – in die vorletzte Hürde getreten |
| DSQ   | 7    | Alina Talaj       | Belarus     | IWR 168, TR22.6 – in die vorletzte Hürde getreten |

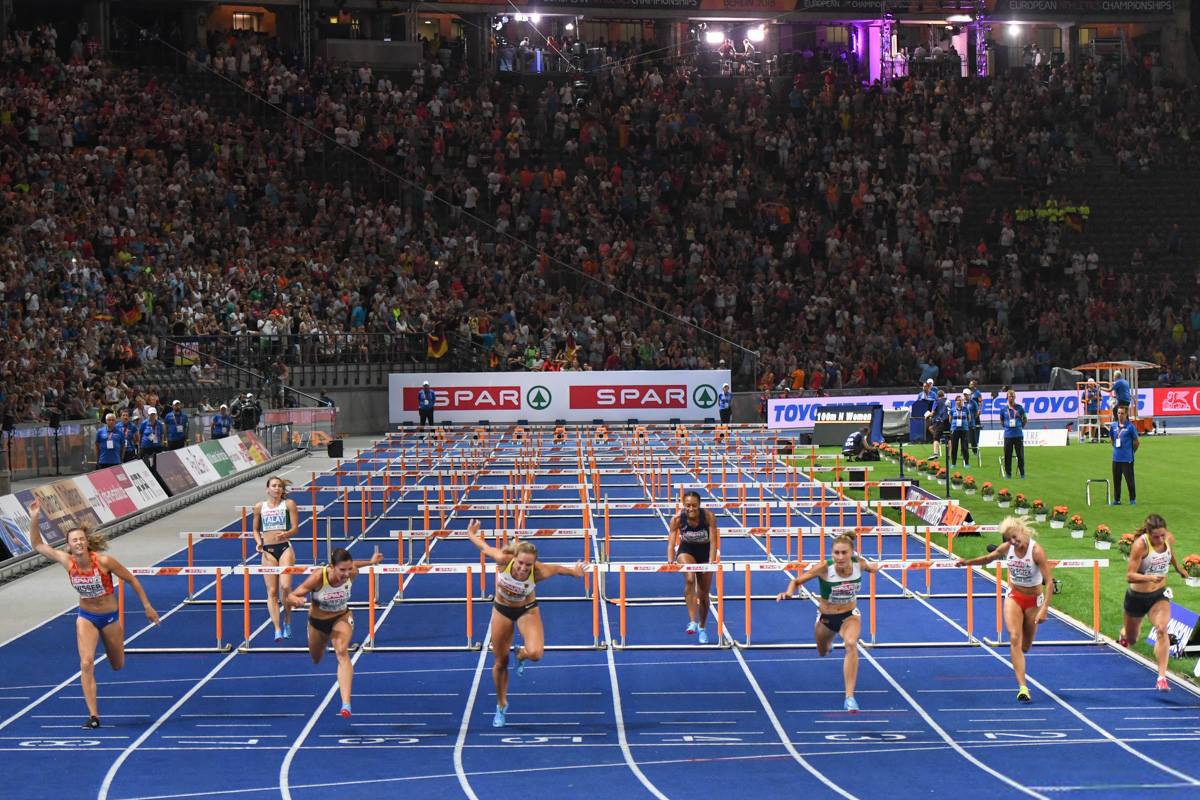
Zieleinlauf über 100 Meter Hürden

Zum Favoritenkreis gehörten unter anderem die beiden deutschen Hürdensprinterinnen Cindy Roleder und Pamela Dutkiewicz. Dutkiewicz war die WM-Dritte von 2017, Roleder hatte bei den Weltmeisterschaften 2015 den zweiten Platz gelegt und war darüber hinaus die Europameisterin von 2016 und EM-Dritte von 2014. Starke Konkurrenz kam aus Weißrussland. Elwira Herman hatte im Halbfinale nur fünf Hundertstelsekunden hinter Dutkiewicz die zweitschnellste Zeit erzielt. Alina Talaj war die WM-Dritte von 2015, EM-Zweite von 2016 und die Europameisterin von 2012. Im Halbfinale hatte auch die Französin Solène Ndama mit der drittschnellsten Zeit einen ausgezeichneten Eindruck hinterlassen.
Im Finale konnte sich zunächst keine Athletin absetzen. Sehr gut lagen Dutkiewicz, Roleder, Ndama und die Polin Karolina Kołeczek. Ganz knapp dahinter folgten Talaj und Ricarda Lobe, die dritte Deutsche in diesem Rennen. Im letzten Drittel fand Herman immer besser ihren Rhythmus. Hauchdünn führte sie zusammen mit Roleder vor Dutkiewicz und der Niederländerin Nadine Visser, während die weiteren Konkurrentinnen nicht mehr ganz Schritt halten konnten. Es blieb knapp bis ins Ziel hinein. Elwira Herman setzte sich schließlich durch und wurde Europameisterin mit fünf Hundertstelsekunden Vorsprung vor Pamela Dutkiewicz. Weitere fünf Hundertstelsekunden zurück gewann Cindy Roleder die Bronzemedaille. Nadine Visser belegte Rang vier vor Ricarda Lobe und Karolina Kołeczek. Sowohl Solène Ndama als auch Alina Talaj traten in die vorletzte Hürde und wurden disqualifiziert.

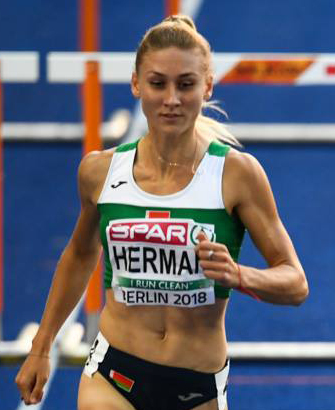
Europameisterin Elwira Herman
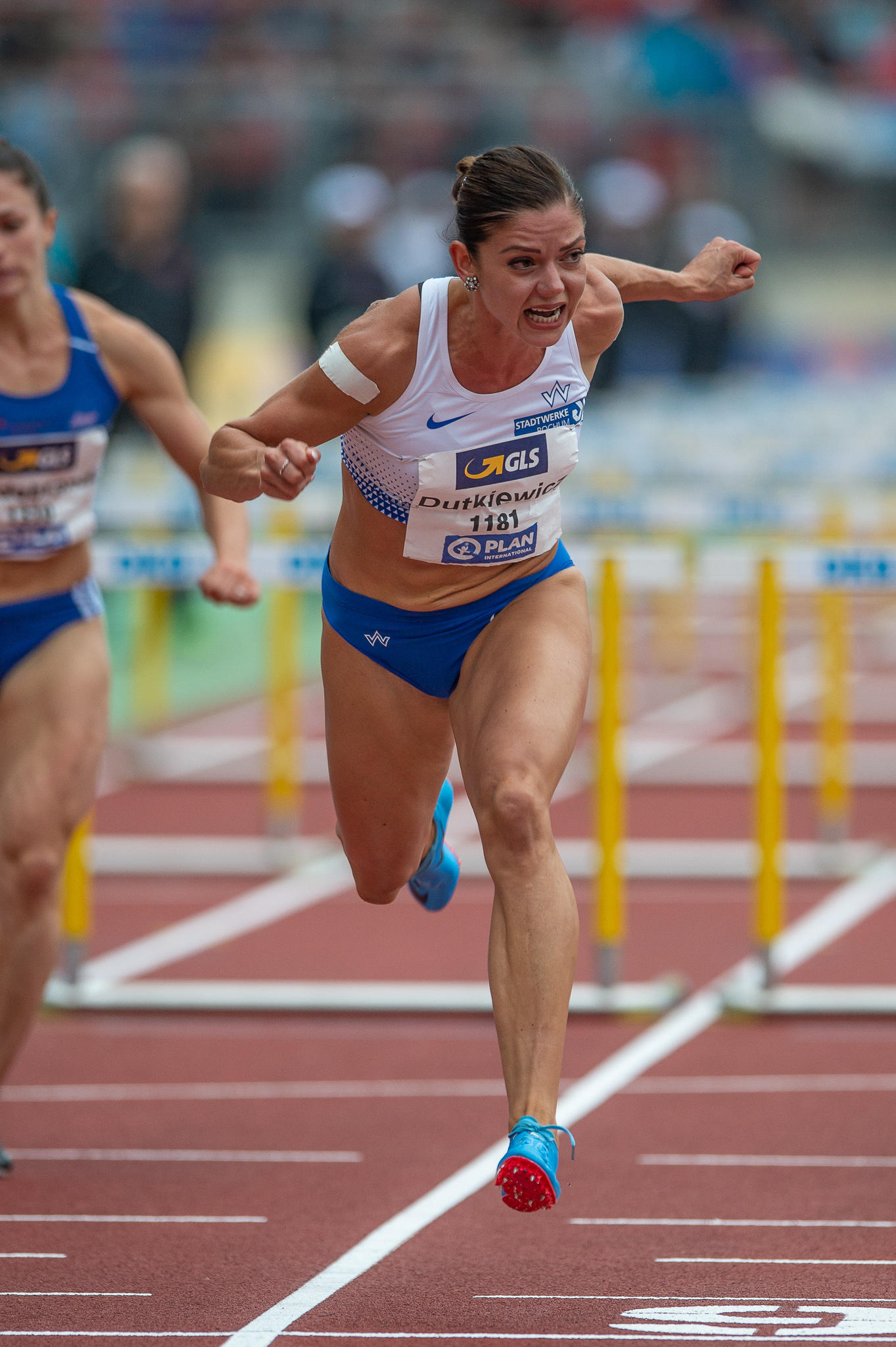
Vizeeuropameisterin Pamela Dutkiewicz
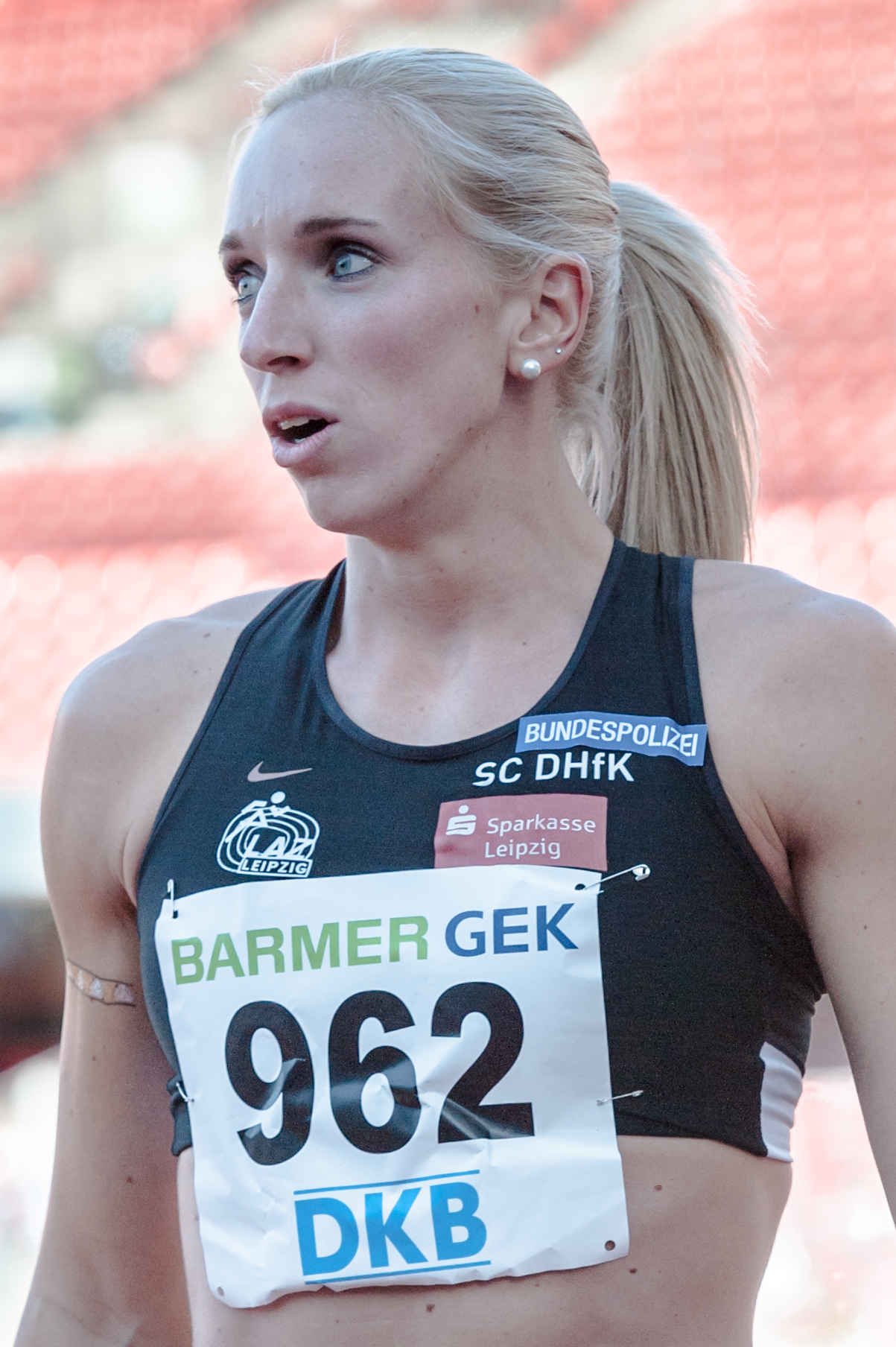
Bronzemedaillengewinnerin Cindy Roleder
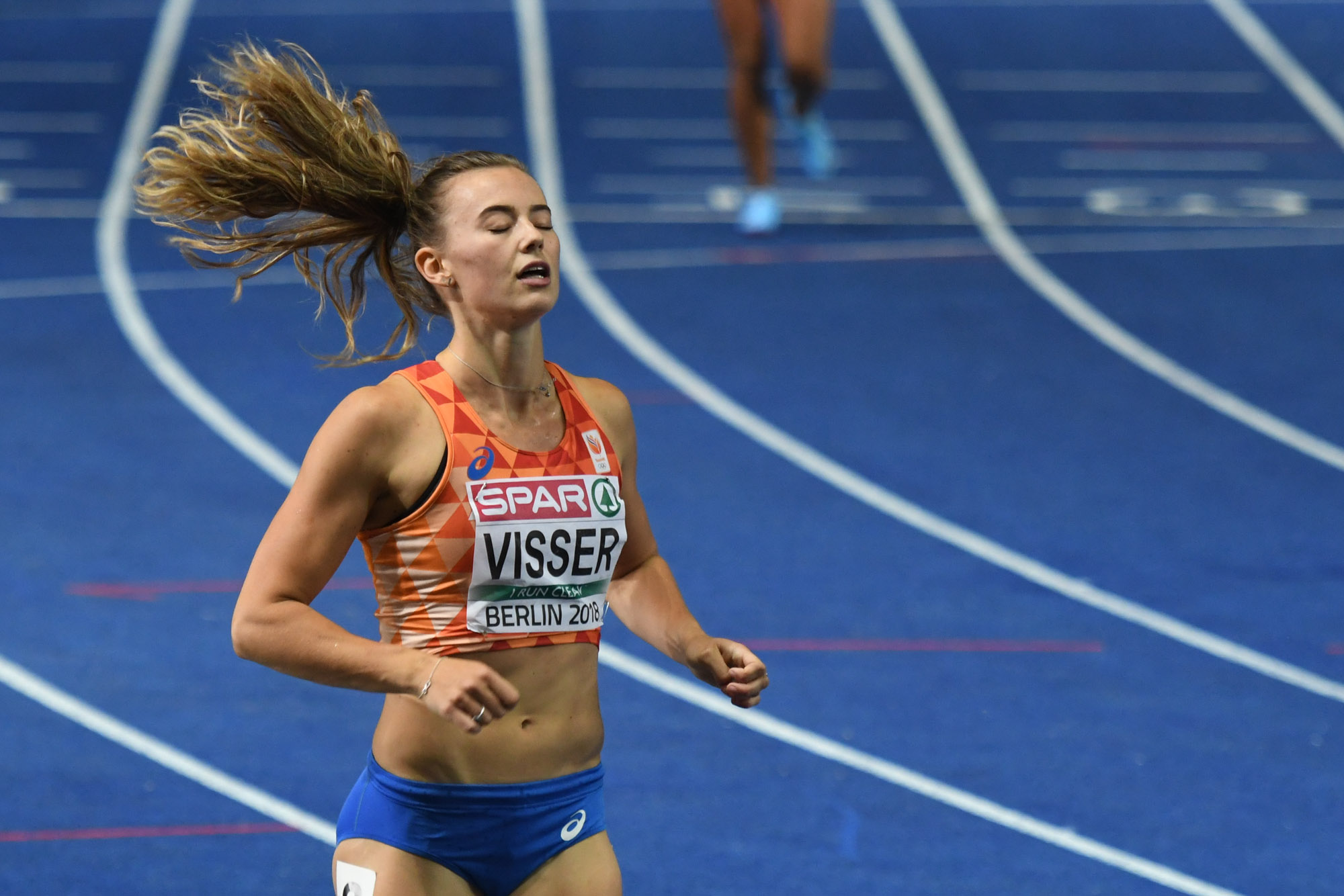
Nadine Visser belegte Rang vier

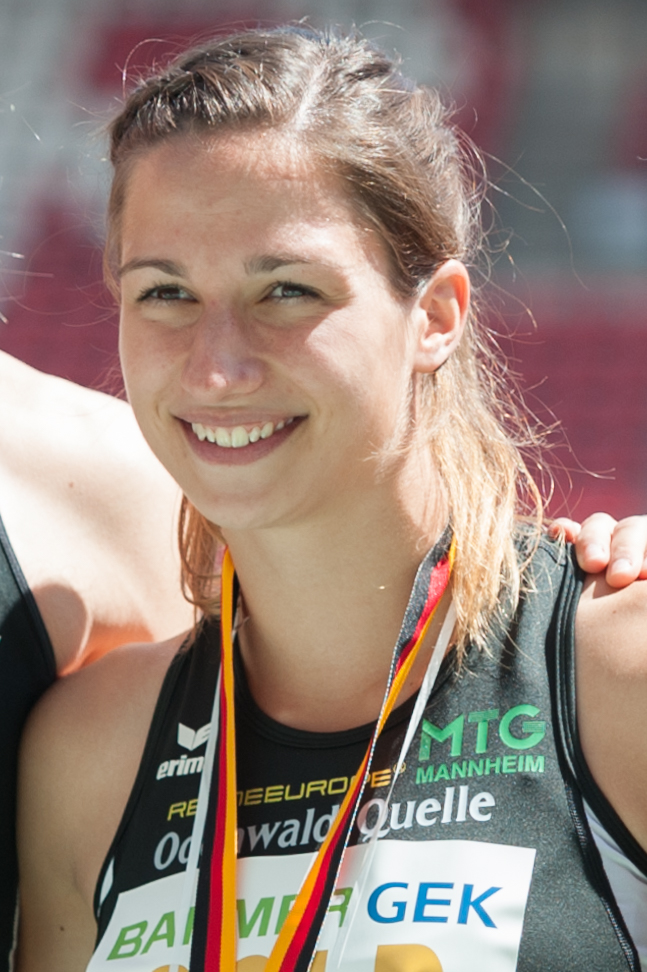
Überraschender fünfter Platz für Ricarda Lobe
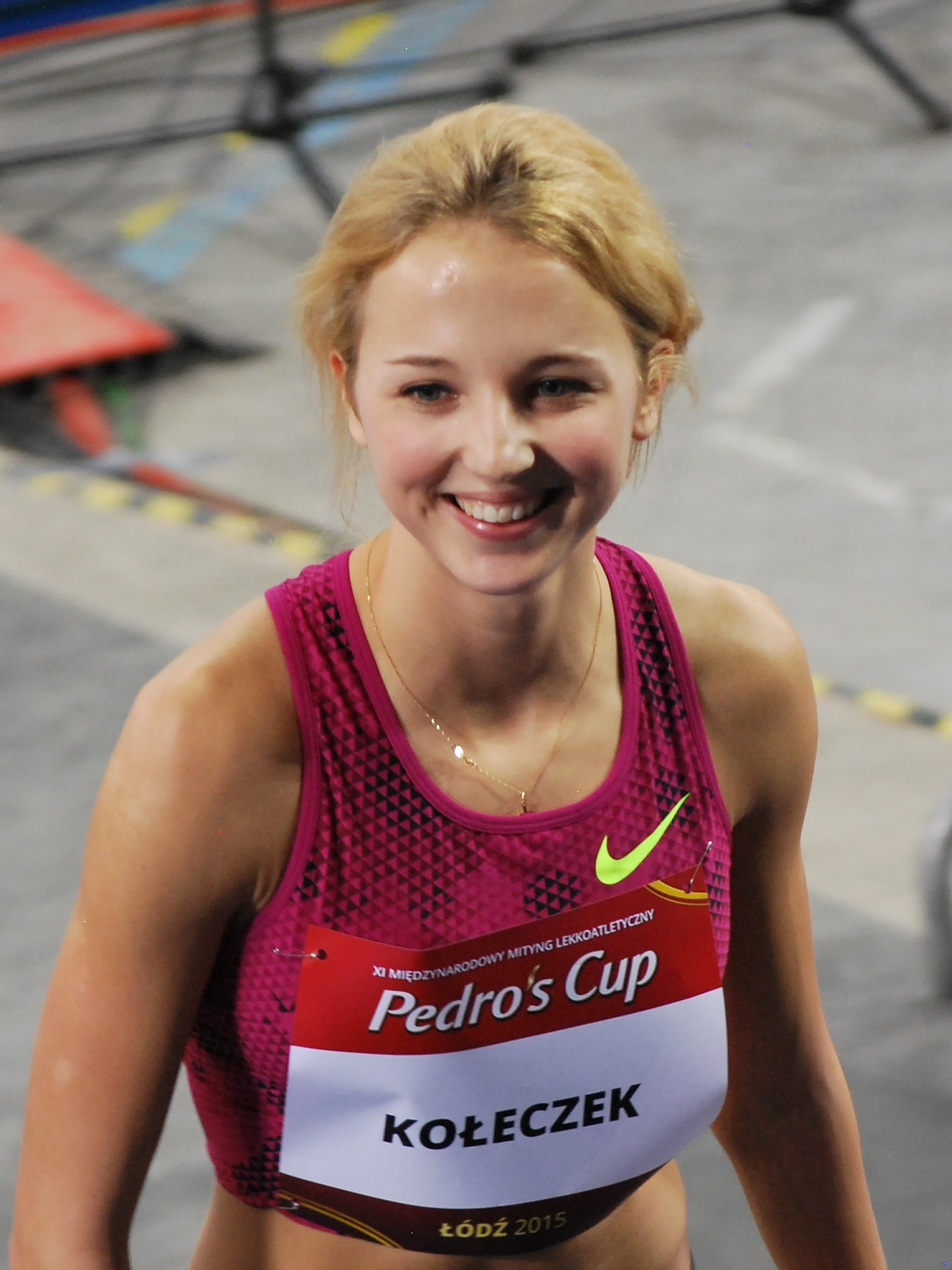
Karolina Kołeczek erreichte Rang sechs
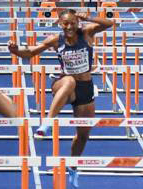
Solène Ndama wurde disqualifiziert, nachdem sie in die vorletzte Hürde getreten war
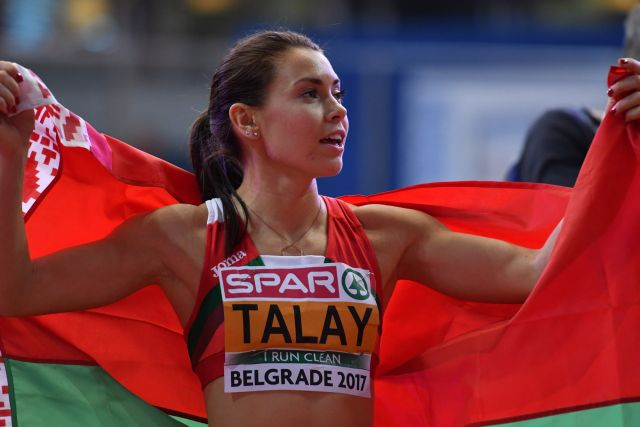
Die Europameisterin von 2012 Alina Talaj trat in die vorletzte Hürde und wurde disqualifiziert